# Saint-Laurent-du-Bois
Saint-Laurent-du-Bois is een gemeente in het Franse departement Gironde (regio Nouvelle-Aquitaine) en telt 216 inwoners (1999). De plaats maakt deel uit van het arrondissement Langon.

## Geografie
De oppervlakte van Saint-Laurent-du-Bois bedraagt 7,4 km², de bevolkingsdichtheid is 29,2 inwoners per km².
De onderstaande kaart toont de ligging van Saint-Laurent-du-Bois met de belangrijkste infrastructuur en aangrenzende gemeenten.

## Demografie
Onderstaande figuur toont het verloop van het inwonertal (bron: INSEE-tellingen).